# Taliep Petersen
Taliep Petersen var en sydafrikansk teaterprofil. Han avled i december 2006 efter att ha blivit rånmördad i sitt hem. Petersen producerade och regisserade musikaler, bland annat var han delaktig i uppsättningar av District Six, Kat and the Kings och Ghoema.